# 三谷吾一
三谷 吾一（みたに ごいち、1919年2月13日 - 2017年7月12日）は、日本の漆芸家。位階は正四位。勲等は勲四等。日本芸術院会員、文化功労者。本名は三谷 伍市（みたに ごいち）。
社団法人日展理事、社団法人現代工芸美術家協会常務理事、輪島塗技術保存会副会長などを歴任した。

## 来歴

### 生い立ち
石川県の現輪島市（当時の鳳至郡）出身。本名・伍市。
1933年、14歳で沈金師・蕨舞洲に師事、1938年前大峰に師事、1941年沈金職人として独立。

### 工芸家として
1942年新文展出品の「沈金漆筥」が初入選、1965年日本現代工芸美術展出品の「飛翔」が現代工芸大賞読売新聞社賞受賞、1966年日展出品の「集」が特選北斗賞受賞、1970年改組日展出品の「翼」が特選北斗賞受賞、1977年輪島塗技術保存会会員となる。
1978年日展出品の「星月夜」が日展会員賞受賞、1984年北國文化賞受賞、1988年日本芸術院賞受賞、石川テレビ賞受賞、1989年日展理事、1991年現代工芸美術家協会常務理事、石川県文化功労賞受賞、1993年勲四等旭日小綬章、1994年輪島塗技術保存会副会長、中日文化賞受賞、2002年芸術院会員。2015年文化功労者。
2017年7月12日、肺炎のため金沢市内の病院で死去。98歳没。没後に正四位に叙された。

## 略歴
- 1919年 - 石川県鳳至郡にて誕生。
- 1933年 - 蕨舞洲に師事。
- 1938年 - 前大峰に師事。
- 1941年 - 沈金職人として独立。
- 1977年 - 輪島塗技術保存会会員。
- 1989年 - 日展理事。
- 1991年 - 現代工芸美術家協会常務。
- 1994年 - 輪島塗技術保存会副会長。
- 2002年 - 日本芸術院会員。
- 2017年 - 石川県金沢市にて死去。

## 賞歴
- 1942年 - 新文展入選。
- 1965年 - 現代工芸大賞読売新聞社賞。
- 1966年 - 日展特選北斗賞。
- 1970年 - 日展特選北斗賞。
- 1978年 - 日展会員賞。
- 1984年 - 北國文化賞。
- 1988年 - 日本芸術院賞。
- 1988年 - 石川テレビ賞。
- 1991年 - 石川県文化功労賞。
- 1994年 - 中日文化賞。

## 栄典
- 1993年 - 勲四等旭日小綬章。
- 2015年 - 文化功労者[5]。
- 2017年 - 正四位。